# Station Kishinosato
Station Kishinosato  (岸里駅,  Kishinosato-eki) is een metrostation in de wijk Nishinari-ku in Osaka, Japan. Het wordt aangedaan door de Yotsubashi-lijn.

## Lijnen

### Yotsubashi-lijn(stationsnummer Y18)
| 1 | ■ Yotsubashi-lijn | richting Suminoekōen                      |
| 2 | ■ Yotsubashi-lijn | richting Daikokuchō, Namba en Nishi-Umeda |

## Geschiedenis
Het station werd in 1956 geopend.

## Overig openbaar vervoer
Bus 47

## Stationsomgeving
- Station Tengachaya voor de Koya-lijn, Nankai-lijn en de Sakaisuji-lijn
- Stadseelkantoor van Nishinari
- Bibliotheek van Nishinari
- Philharmonisch Orkest Osaka
- Tengachaya-park
- Sunkus
- Daily Yamazaki

Nishi-Umeda · Higobashi · Hommachi · Yotsubashi · Namba · Daikokuchō · Hanazonochō · Kishinosato · Tamade · Kita-Kagaya · Suminoekōen